# Менгес, Карл Генрих
Карл Генрих Менгес (нем. Karl Heinrich Menges; 22 апреля 1908, Франкфурт-на-Майне — 20 сентября 1999, Вена) — немецко-американский филолог, славист, тюрколог, алтаист.

## Биография
Родился в семье служащего, начальное и среднее образование (1914—1926) получил в своём родном городе, высшее — в трёх немецких университетах: Франкфуртском (1926—1927), Мюнхенском (1927—1928), Берлинском (1928—1932), в которых слушал лекции и посещал семинарские занятия выдающихся славистов М. Фасмера (1886—1962), Э. Бернекера (1874—1937), А. Брюкнера (1856—1939), тюрколога В. Банга (1869—1934), семитолога и тюрколога Г. Бергштрессера (1886—1933).
Окончив Берлинский университет с ученой степенью доктора философии, получив специальности слависта и филолога-тюрколога, К. Г. Менгес в 1933—1936 годах состоял младшим научным сотрудником Восточного отделения Прусской академии наук в Берлине.
К. Г. Менгес, хорошо владеющий русским языком, еще студентом в 1928—1929 годах впервые посетил Советский Союз с научной целью; он пробыл в нашей стране более года, слушая лекции в МГУ, изучая славянские рукописи в Государственном Историческом музее в Москве; тогда же он совершил своё первое путешествие по СССР: Мурманск, Средняя Азия, Кавказ. Позднее К. Г. Менгес неоднократно посещал Советский Союз, занимаясь изучением тюркских и тунгусо-маньчжурских языков.
С начала 1930-х годов, Менгес, который называл себя центристом-католиком, присоединился к борьбе с нацизмом, распространял антифашистскую литературу, организовывал встречи и выступления на общественных форумах. В 1936 году он был арестован гестапо, допрашивался в течение пяти часов, обвинён в государственной измене и временно освобождён до суда. К. Г. Менгес вынужден был бежать сначала в Чехословакию (Прага, 1936—1937), а затем в Турцию (1937—1940), где он в должности профессора преподавал русский язык в Анкарском университете. В 1940 году К. Г. Менгес обосновался в США, получив должность лектора в Отделении восточно-европейских языков Колумбийского университета (Нью-Йорк). Позднее здесь же, в Колумбийском университете, К. Г. Менгес читал лекции и вёл спецкурсы по древнеуйгурскому, турецкому, чагатайскому и тюркским языкам Сибири; в дальнейшем круг привлекаемого материала был значительно расширен, что позволило ему разработать обширный цикл лекций по алтайской филологии. Благодаря своей солидной общефилологической подготовке, знанию ряда восточных, алтайских, славянских и западноевропейских языков К. Г. Менгес быстро приобрёл авторитет крупного специалиста по славянской и алтайской филологии, что нашло своё формальное выражение в присвоении ему в 1947 году звания профессора (Associate Professor) славянских и алтайских языков; в 1956 году ему было присвоено звание профессора алтайской филологии.
В 1976 году по достижении пенсионного возраста уволен в отставку с пенсией.
Профессор К. Г. Менгес читал лекции по лексике, грамматике, истории и этимологии славянских и алтайских языков, а также по истории, географии, истории культуры стран и народов Ближнего и Среднего Востока в ряде университетов США, Западной Европы и Азии.
К. Г. Менгес состоял членом редакционных комитетов двух востоковедных журналов и был избран членом ряда научных обществ. Он опубликовал 15 книг и сотни статей.